# 371 (số)
371 (ba trăm bảy mươi mốt) là một số tự nhiên ngay sau 370 và ngay trước 372.